# 그랜빌 베이츠

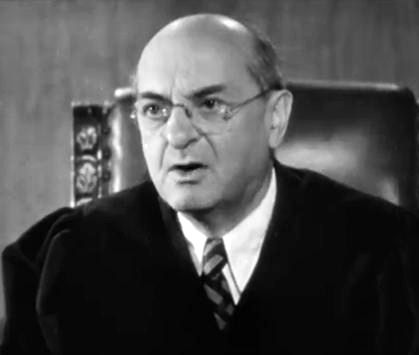

그랜빌 베이츠(Granville Bates, 1882년 1월 7일 ~ 1940년 7월 8일)는 미국의 배우이다.
시카고에서 태어났으며 할리우드에서 사망하였다. 사인은 심근 경색이다.

## 영화
- 무법자 제시 제임스 (1939년)
- 생쥐와 인간 (1939년)
- 데이 원트 포겟 (1937년) - 핀다 프라이벗 디텍티브 역
- 더 그레이트 오맬리 (1937년)
- 내일을 위한 길 (1937년)
- 더 캡틴스 키드 (1936년)
- 평원의 사나이 (1936년)